# Dolmen von Pen-Nioul

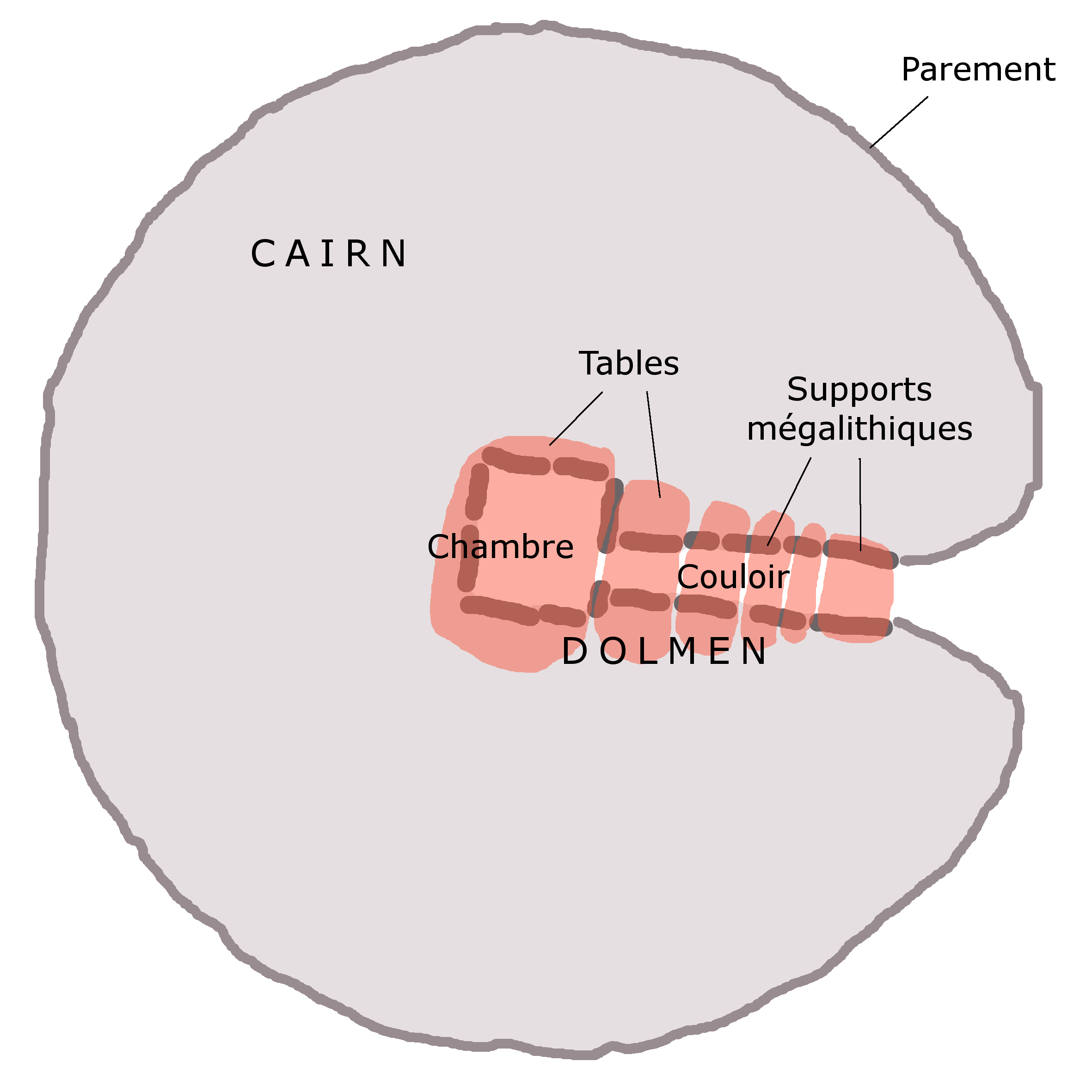
Idealtypischer „Dolmen mit Gang“ hier im Tumulus

Die beiden Dolmen von Pen-Nioul (auch Penn Nioul oder Dolmen von Nioul genannt) liegen nahe der Pointe de Nioul, im äußersten Süden der Île-aux-Moines im Département Morbihan in der Bretagne in Frankreich. Dolmen ist in Frankreich der Oberbegriff für Megalithanlagen aller Art (siehe: Französische Nomenklatur). 
Die etwa entlang einer Ost-West-Achse ausgerichteten Gangdolmen (französisch Dolmen à couloir) von Pen-Nioul liegen etwa 250 m voneinander getrennt. 
Der nördliche Dolmen ist eine in der Region nicht seltene, P-förmige Anlage von 2,5 × 1,5 m, bestehend aus 14 kleinen Tragsteinen und Resten eines Ganges bestehend aus vier Steinen. Die Deckenplatten fehlen. 
Die etwa 2,5 m lange und 1,8 m breite ovale südliche Anlage besteht aus neun Tragsteinen (zwei fehlen), zwei erhaltenen Gangsteinen und einer verlagerten, abgerutschten Deckenplatte. Zwei große Platten bilden den Boden.